# Nephelomys
Nephelomys (Weksler, Percequillo & Voss, 2006) è un genere di roditori della famiglia dei Cricetidi.

## Descrizione

### Dimensioni
Al genere Nephelomys appartengono roditori di piccole dimensioni, con lunghezza della testa e del corpo tra 102 e 184 mm, la lunghezza della coda tra 110 e 207 mm e un peso fino a 128 g.

### Caratteristiche craniche e dentarie
Il cranio presenta un rostro lungo ed affusolato, una scatola cranica tondeggiante provvista di una cresta sagittale poco sviluppata e un palato lungo ed ampio. I molari hanno la corona alta.
Sono caratterizzati dalla seguente formula dentaria:

### Aspetto
La pelliccia è lunga o molto lunga, soffice e densa, le parti dorsali variano dal giallastro al bruno-rossastro mentre le parti ventrali variano dal biancastro al giallo-brunastro. Le vibrisse sono relativamente lunghe. Le orecchie sono piccole. I piedi sono lunghi e stretti, le piante sono prive di peli e provviste di sei cuscinetti carnosi. Le dita hanno dei ciuffi ben sviluppati alla base degli artigli. La coda è più lunga della testa e del corpo ed è spesso distintamente bicolore. 

## Distribuzione
Il genere è diffuso nel Continente americano, dalla Costa Rica fino al Perù.

## Tassonomia
Il genere comprende 14 specie:
- Nephelomys albigularis
- Nephelomys auriventer
- Nephelomys caracolus
- Nephelomys childi
- Nephelomys devius
- Nephelomys keaysi
- Nephelomys levipes
- Nephelomys maculiventer
- Nephelomys meridensis
- Nephelomys moerex
- Nephelomys nimbosus
- Nephelomys pectoralis
- Nephelomys pirrensis
- Nephelomys ricardopalmai